# Sahr Thomas Matturi
Sahr Thomas Matturi (* 22. Oktober 1925 in Jaiama-Nimokoro) ist ein Botaniker und ehemaliger sierra-leonischer Diplomat.

## Bildung
Matturi besuchte die Jungenschule in Bo und studierte an der University of Ibadan sowie an der University of Hull, an der er 1961 einen Doktortitel in Mykologie erhielt. Von ebendieser erhielt er später die Ehrendoktorwürde LL. D.

## Werdegang
Von 1959 bis 1963 Dozent am Fourah Bay College in Freetown wurde. 1963 wurde er Dekan der Njala University. Zwischen 1968 und 1970 war Matturi Vizekanzler der University of Sierra Leone. 1973 begann er seine diplomatische Laufbahn als Botschafter in Rom (Italien); er war gleichzeitig für Österreich und Jugoslawien akkreditiert. Der Station in Italien folgte der Posten des Hochkommissar für das Vereinigte Königreich in London von 1978 bis 1980.
Von Juli 1982 bis April 1986 war Matturi sierra-leonischer Botschafter in Belgien, zeitgleich bei der Europäischen Union in Brüssel akkreditiert und ab 1984 auch für Deutschland zuständig. Seine letzte politische Station führte ihn von 1987 bis 1988 in die Vereinigten Staaten von Amerika nach Washington, D.C.

## Auszeichnungen
Matturi erhielt am 27. April 2013 den sierra-leonischen Orden Commander of the Order of the Rokel.